# Yak-4 (航空機)
ヤコヴレフ Yak-4
- 用途：軽爆撃機
- 設計者：アレクサンドル・セルゲーエヴィチ・ヤコヴレフ
- 製造者：
- 運用者： ソビエト連邦（ソ連空軍）
- 初飛行：1940年?
- 生産数：90機
- 運用開始：1941年
- 退役：1945年

ヤコヴレフ Yak-4（Yakovlev Yak-4、BB-22bis ( "Blizhnij Bombardirivschik"：短距離爆撃機)）は、第二次世界大戦中に使用されたソビエト連邦の軽爆撃機である。本機はYa-22/Yak-2を基に開発された。

## 設計と開発

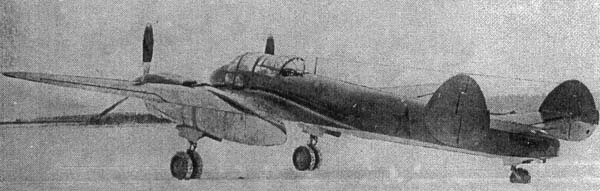
ヤコヴレフ Yak-4

Yak-4はYak-2に高出力のクリーモフ M-105エンジンを装備し、Yak-2での問題点を改修/改良した多数の変更を施した改良型であった。
外翼内に2個の燃料タンクを追加して総搭載燃料を180リットル (40 imp gal; 48 US gal)とし、銃手用キャノピーは7.62 mm (0.300 in) ShKAS機関銃が操作し易いようにバルジ状に張り出していた。
胴体上部は銃手の射撃範囲を広げるために再設計され、オイル冷却器は性能向上のためにエンジンナセルの側面から前方下面に移設された。

## 運用
ソビエト連邦
- ソ連空軍

## 要目
(Yak-4) Gunston, The Osprey Encyclopaedia of Russian Aircraft 1875–1995
- 乗員：2名
- 全長：10.18 m (33 ft 5 in)
- 全幅：14.00 m (45 ft 11 in)
- 全高：
- 翼面積：29.4 m² (316 ft²)
- 空虚重量：4,560 kg (10,053 lb)
- 全備重量：6,115 kg (13,481 lb)
- 最大離陸重量：
- エンジン：2 × クリーモフ M-105 V型12気筒、821 kW (1,100 hp)
- 最大速度：533 km/h (331 mph)
- 航続距離：925 km (548 miles)
- 巡航高度：9,700 m (31,824 ft)
- 武装：
  - 2 × 7.62 mm ShKAS機関銃
  - 爆弾600 kg (1,300 lb)まで